# 失楽園殺人事件
『失楽園殺人事件』（しつらくえんさつじんじけん）は、小栗虫太郎の短編探偵小説。
雑誌『週刊朝日』に昭和9年3月に掲載された、名探偵・法水麟太郎シリーズのひとつ。作者の他の作品と同じく、衒学趣味的な文体が特徴である。

## あらすじ
湯の町Ｋと汀から十丁の沖合にある鵯島にある、兼常龍陽博士が私費を投じて設立した天女園ハンセン病療養所。そこの研究所、通称「失楽園」で兼常博士と助手の河竹博士が殺されているのが発見された。副院長の真積博士は、たまたま休暇で近くに滞在していた法水を呼び寄せ事件解決を請う。訪れた法水は同じく助手の杏丸医学士から、兼常博士が残した手記、「番匠幹枝狂中手記」を渡される。そこには、兼常博士が失楽園でおこなっていた非道の人体実験について記してあった。さらに、手記の最後のページには、「モルランド足」、幻の本「コスター初版聖書」の名が書かれており、スペードの女王のトランプカードが貼られていた。果たして、兼常博士と河竹博士はだれに殺されたのか？その方法、動機は？そして、幻の書「コスター初版聖書」のありかとは？法水の推理は如何に…。

## 登場人物
法水麟太郎
前捜査局長にして刑事弁護士。休暇のつもりで湯の町に滞在していたが、友人の真積博士に事件解決のために呼び寄せられる。
真積
癩療養所の副院長。本事件解決のために、友人である法水を呼び寄せる。副院長ではあるものの、失楽園には一度も立ち入ったことはないという。
杏丸
兼常博士の助手として失楽園で働く医学博士。真積は失楽園に一度も立ち入ったことはない自分よりは適任だろうと、彼を法水に紹介する。
兼常龍陽
本事件の被害者。癩療養所および失楽園の院長。失楽園で死蝋の研究を行っていた。岩礁に漂流していた番匠幹枝を保護するも、河竹博士を強要して、彼女の頭蓋にスピロヘータを注入させ発狂させ、死ぬまでの様子を「番匠幹枝狂中手記」として記していた。幹枝の死後は、彼女の死蝋に天女の格好をさせ、地獄の獄卒の格好をさせた2体の死蝋と並べて死蝋室に安置していた。研究所の自室にて謎の急死を遂げる。
河竹医学士
本事件のもう一人の被害者。研究所の自室にて、背後から深々とナイフを心臓に突き刺されて殺されているのが発見される。
番匠幹枝
とある事情から、岩礁に漂流していた際に兼常博士に発見され保護される。兼常博士の人体実験により発狂、自らを天女と称していた。後に腹水を発症、手術を施されるも予後不良にて死亡する。その死後は兼常博士によって死蝋され、天女の格好を施される。
黒松重五郎
研究所内で死蝋にされた患者の一人。地獄の獄卒の格好をさせられる。
東海林徹三
研究所内で死蝋にされた患者の一人。黒松と同じく地獄の獄卒の格好をさせられる。
番匠鹿子
幹子の姉。死蝋化された幹子の法規上屍体保存の許可と取引代価のために島を訪れるものの、手記に記された「コスター初版聖書」のありかを探るため、失楽園の一員となる。兼常と河竹が殺された晩、研究所の中庭にて倒れているのを発見される。